# Hochkamp (Cölpin)
Hochkamp ist ein Ortsteil der Gemeinde Cölpin im Landkreis Mecklenburgische Seenplatte in Mecklenburg-Vorpommern.

## Geografie
Der Ort liegt drei Kilometer nordnordöstlich von Cölpin. Zur Gemarkung Hochkamp zählt eine Fläche von 198 Hektar. Die Nachbarorte sind Rühlow im Norden, Rühlow Weiche und Kublank im Nordosten, Neetzka im Südosten, Neu Käbelich im Süden, Cölpin im Südwesten, Pragsdorf im Westen sowie Georgendorf im Nordwesten.